# Terry Williams
Terry Williams, född 11 januari 1948 i Swansea, Wales, är en brittisk trumslagare.
Terry Williams började sin karriär 1963 i det lokala bandet The Commancheros och spelade därefter med ett flertal mindre kända band. 1970 blev han för en kort period medlem i gruppen Love Sculpture och spelade även på Love Sculpture-gitarristen Dave Edmunds första soloalbum Rockpile 1972.
Därefter spelade han huvudsakligen med bandet Man fram till att han återförenades med Dave Edmunds 1978 och blev medlem i gruppen Rockpile. På grund av skivbolagskontrakt gavs studioinspelningarna ut som soloalbum under bandledarnas Dave Edmunds och Nick Lowes namn, endast Seconds of Pleasure släpptes under bandnamnet. Rockpile upplöstes 1981.
Williams spelade sedan med Meatloaf mellan 1981 och 1982, varefter han sommaren 1982 blev medlem i Dire Straits, som han bland annat gjorde två världsturnéer med.
Han har därefter spelat med ett flertal kända artister som exempelvis Bob Dylan, B.B. King, Little Richard, James Brown, Natalie Cole, Terence Trent D'Arby, Joe Cocker, Al Green, Cyndi Lauper, Robert Cray, Bo Diddley, Ron Wood, Cliff Richard, Steve Cropper, Dion och Albert Collins.
År 2004 återförenades han med Dave Edmunds för en kort turné i Sverige med bland andra Billy Bremner och Geraint Watkins.